# Bătălia de la Sedan
Bătălia de la Sedan a avut loc la 1-2 septembrie 1870, fiind bătălia decisivă cu care s-a sfârșit Războiul franco-prusac (1870–1871). Bătălia, numită de unii istorici și Dezastrul de la Sedan, s-a terminat la data de 2 septembrie 1870, cu înfrângerea și capitularea trupelor franceze de sub conducerea lui Napoleon al III-lea.

## Situația strategică din august 1870
În primele săptămâni ale războiului franco-prusac, trei corpuri de armată prusacă au reușit să înfrângă trupele franceze în bătăliile de la Spichern, Weißenburg și Wörth, și să pătrundă astfel pe teritoriul Franței. Corpul 3 al armatei germane compus din prusaci și sudeți au determinat Corpul 1 de armată francez care era sub conducerea mareșalului Patrice de Mac-Mahon să se retragă din Alsacia. Pe la mijlocul lunii august trupele franceze de pe Rin (Armée du Rhin) cu un efectiv de 180.000 de soldați reușesc să facă joncțiunea la Metz cu restul trupelor franceze. Pe când armata Châlon alcătuită din voluntari francezi întâlnesc trupele germane sub conducerea lui Moltke. Urmează o serie de înfrângeri a trupelor franceze la Cherbourg, Metz care s-a încheiat cu dezastrul de la Sedan.

## Literatură
- Theodor Fontane: Der Krieg gegen Frankreich 1870 - 1871, Gesamtausgabe in 3 Bänden, Verlag Rockstuhl, Bad Langensalza, Reprint 1873/1876/2004, ISBN 3-937135-25-1 (Band 1); ISBN 3-937135-26-X (Band 2) und ISBN 3-937135-27-8 (Band 3)
- Jan Ganschow; Olaf Haselhorst; Maik Ohnezeit (Hrsg.): Der Deutsch-Französische Krieg 1870/71. Vorgeschichte - Verlauf - Folgen, Graz 2009, ISBN 978-3-902475-69-5
- Jan N. Lorenzen: 1870 - Sedan ohne Legende, in: ders: Die großen Schlachten. Mythen, Menschen, Schicksale, Campus Verlag, Frankfurt 2006, Seiten 141-184, ISBN 3-593-38122-2
- Schmidthuber (Hrsg.): Der deutsch-Französische Krieg 1870/71 unter besonderer Berücksichtigung der Antheilnahme der Bayern. Auszug aus dem Generalstabswerk. Landshut 1900, S. 78-119
- Dennis E. Showalter: Das Gesicht des modernen Krieges. Sedan, 1. und 2. September 1870, in: Schlachten der Weltgeschichte. Von Salamis bis Sinai, hrsg. v. Stig Förster, Dierk Walter und Markus Pöhlmann, München 22004, ISBN 3-423-34083-5